# Carmichaelia kirkii
Carmichaelia kirkii är en ärtväxtart som beskrevs av William Jackson Hooker. Carmichaelia kirkii ingår i släktet Carmichaelia och familjen ärtväxter.

## Underarter
Arten delas in i följande underarter:
- C. k. kirkii
- C. k. strigosa